# 柳よ泣いておくれ
「柳よ泣いておくれ」（やなぎよないておくれ）、あるいは、「ウィロー・ウィープ・フォー・ミー」(Willow Weep for Me) は、1932年にアン・ロネルが作詞・作曲したポピュラー音楽の歌。
この曲は、AABA形式をとり、4分の4拍子で書かれているが、しばしば4分の3拍子のワルツのリズムに編曲されることもある（フィル・ウッズ『Musique du Bois』1974年や、ドクター・ロニー・スミス『Jungle Soul』2006年における演奏がその例）。
ジャズのスタンダード曲として扱われており、1932年10月にテッド・フィオ・リトが、マジー・マルセリーノのボーカルで、最初に録音し、翌11月にはポール・ホワイトマンが、アイリーン・テイラーのボーカルで録音した。この2つのレコードは両方とも、1932年12月にヒットとなった。1964年には、イギリスのデュオ、チャド&ジェレミーのバージョンがトップ40入りのヒットとなり、彼らのアルバム『Yesterday's Gone 』に収められたこの曲は、Billboard Hot 100 で最高15位、アダルト・コンテンポラリーで首位に達した。
一説によると、ロネルはラドクリフ大学在学中に、「キャンパスの柳の木々の愛らしさに感銘を受け、この素朴な感想がこの複雑な歌の主題となった」のだという。この曲は、最初は出版社に採用されなかったが、それにはいくつかの理由があった。まず、この曲はジョージ・ガーシュウィンに捧げられているが、当時は他の作家に作品を捧げることはよく思われていなかったため、最初にこの曲を受け取ったサウル・ボムステイン (Saul Bornstein)は、これをアーヴィング・バーリンに回し、そこでようやく採用となった。すぐに採用されなかった理由は、女性が書いた曲であったからとする説もあり、また、ラジオ放送、レコード販売、楽譜販売などを通して売り込みの対象となる聴衆にとっては、普通の曲ではありえないほど複雑な構成になっていたためともいわれている。歌の冒頭から4小節では、8分音符2つと8分音符の3連符の組み合せて各小節が始まるが、第5小節でテンポが変化し、8分音符だけとなるが、第6小節ではまた8分音符2つと8分音符の3連符の組み合せにもどり、次いで、そこまでの小節になかったとても長い音が現れ るが、ここはボムステインが懸念を示した点のひとつだった。1950年にリリースされたジューン・クリスティをボーカルに据えたスタン・ケントンの盤がヒットして以降、特筆すべき録音が1950年代はじめから続出した。

## おもな録音
- テッド・フィオ・リト - ボーカルはマジー・マルセリーノ（1932年）
- ポール・ホワイトマン楽団 - ボーカルは アイリーン・テイラー（1932年）米国チャート最高2位
- アート・テイタム - ピアノ・ソロ、カリフォルニア州ロサンゼルスのシュライン・オーディトリアムにおけるジーン・ノーマン (Gene Norman) 制作の the Just Jazz concert におけるライブ演奏（1949年）
- スタン・ケントン - 『Artistry in Rhythm』（1950年）（「柳よ泣いておくれ」はジューン・クリスティのボーカルで1949年に録音された）：『Standards in Silhouette』（1959年）（インストゥルメンタル）
- セロニアス・モンクとミルト・ジャクソン（1951年）- モンクの『Genius of Modern Music: Volume 2』（1952年） と、ジャクソンの『Wizard of the Vibes』（1952年）に収録
- キャノンボール・アダレイ - 『Bohemia After Dark』（1955年）
- ベン・ウェブスター - 『Music for Loving』（1955年）
- ビリー・ホリデイ - 『Lady Sings the Blues』（1956年）
- ダイナ・ワシントン - 『Dinah!』（1956年）エマーシー・レコード
- ルイ・アームストロング - 『Louis Armstrong Meets Oscar Peterson』（1957年）ヴァーヴ・レコード
- トミー・フラナガン - 『Overseas』（1957年）
- レッド・ガーランド - 『Groovy』（1957年）
- フランク・シナトラ - 『Frank Sinatra Sings for Only the Lonely』（1958年）
- ニーナ・シモン - 『The Amazing Nina Simone』（1959年）
- アンディ・ウィリアムス - 『Lonely Street』（1959年）
- ザ・コースターズ - 『One By One』（1960年）[5]
- エラ・フィッツジェラルド - 『Hello, Love』（1960年）
- リタ・レイズ（英語版） - 『Marriage in Modern Jazz』（1960年）
- ベイビー・フェイス・ウィレット - 『Stop and Listen』（1961年）
- アル・ハート（英語版） - 『The Greatest Horn in the World』（1961年）[6]
- ルー・ロウルズ - 『Stormy Monday』（1962年） ：コンピレーション『Midnight Jazz』（2004年）にも収録
- デクスター・ゴードン - 『Our Man in Paris』（1963年）
- ジャック・ジョーンズ - 『Where Love Has Gone』（1964年）
- アール・グラント（英語版） - 『Just for a Thrill』（1964年）（インストゥルメンタル）
- ジョージ・ベンソン - 『It's Uptown』（1966年）（インストゥルメンタル）
- サド・ジョーンズ / メル・ルイス・ジャズ・オーケストラ - ボブ・ブルックマイヤー編曲、『Presenting Thad Jones / Mel Lewis and the Jazz Orchestra』（1966年）
- フレディ・ハバード - 『Fastball』（1967年）（メリーランド州ボルチモアでライブ録音された10分バージョン）
- バーブラ・ストライサンド - 『Simply Streisand』（1967年）：『Release Me』（2012年）にも収録
- ブッカー・T&ザ・MG's - 『Soul Limbo』（1968年）（インストゥルメンタル）
- ウェス・モンゴメリー - 『Willow Weep for Me』（1969年）
- ディック・ハイマン（英語版） - 『An Evening At The Cookery』（1973年）（ピアノ・ソロ）：CD化はJRB Records CD-3007（2002年）[7]
- ジューン・クリスティ - 『A Lovely Way to Spend An Evening』（1986年）、『Impromptu』（1977年）
- 木村芳子 - 『Memories』（1979年）、クレア・フィッシャー（英語版）（ピアノ）、ゲイリー・フォスター（英語版）との共演
- クレオ・レーン - 『Woman To Woman』（1989年）
- マリアン・マクパートランド - 『Live at Maybeck Recital Hall』（1991年）
- デイヴィッド・サンボーン - 『Pearls』（1995年）[8]
- ローズマリー・クルーニー - 『At Long Last』カウント・ベイシー楽団との共演（1998年）
- ティン・ハット・トリオ - ウィリー・ネルソンとの共演、『The Rodeo Eroded』 (2002年）
- アン・ハンプトン・キャラウェイ - 『Blues in the Night』（2006年）
- ダイアナ・クラール - 『From This Moment On』（2006年）
- ウィントン・ケリー - 『Sides of Blue』（2007年）
- フランク・アムサレム（英語版） - 『Amsallem Sings』（2009年）
- ジョニー・ダンクワース（英語版） - 『Too Cool For The Blues』（2010年）
- ザ・キルズ - 『His Way, Our Way』、 シングル (2009年）[9]
- メイザ・リーク（英語版） - 『Woman in Love』（2010年）
- ヴォーカル・スペクトラム（英語版） - 『Vocal Spectrum III』（2011年）